# Formule 1 v roce 2010
V pořadí 61. ročník Mistrovství světa jezdců Formule 1 a 53. ročník Poháru konstruktérů. Začal 14. března prvním závodem na okruhu v Bahrajnu a skončil 14. listopadu na okruhu v Abú Zabí. Sezony se účastnilo 12 týmů, proto vznikl nový bodovací systém, podle kterého získávají body jezdci na prvních 10 místech (25-18-15-12-10-8-6-4-2-1).

## Sezóna
Tato sezóna byla velmi zajímavá. Vedení v celkové klasifikaci se změnilo celkem devětkrát a o titul mistra světa se bojovalo až do posledního závodu, který se konal v Abú Zabí. Další novinka bylo ukončení kariéry Kimiho Räikkönena, který se ale v roce 2012 k závodění vrátil. V této sezoně se objevily čtyři nové týmy: Mercedes GP, který nahradil tým Brawn GP, dále Lotus, který se objevil po 16 letech a nakonec týmy Virgin a Hispania. Ale asi nejvíce na sebe tato sezóna upoutala pozornost návratem Michaela Schumachera, který se ovšem neusadil zase ve Ferrari, ale v Mercedesu. Jeho týmovým kolegou byl Nico Rosberg, který do roku 2009 závodil za tým Williams. Ale Schumacherovi se dařilo méně než Rosbergovi. Rosberg získal za sezónu tři třetí místa, zatímco Schumacher se nejlépe umístil jako čtvrtý. Rosberg se nakonec celkově v šampionátu umístil sedmý se 142 body, Schumacher na devátém místě s pouze 72 body.
Této sezóně vládly tři týmy. Byly to Red Bull, Ferrari a McLaren. Změněný bodovací systém znamenal, že tyto týmy si před ostatními vytvořily velký náskok.
O pauze v polovině sezóny vedl šampionát australský pilot Mark Webber z týmu Red Bull, který měl na kontě 4 vítězství. Red Bull ho ale přesto považoval za pilota číslo dva a to se Webberovi nelíbilo. Velmi se dařilo i Fernandu Alonsovi z Ferrari. Než přišel závěrečný závod v Abú Zabí, očekávalo se, že titul získá právě on. Ale na tento závod zvolil Alonso strategii zajet do pit stopu, když na trať vjel safety car. To se mu ale vůbec nevyplatilo, ocitl se až za Vitalijem Petrovem z Renaultu. Vettel si hlídal první místo a téměř po celý závod vedl. Nakonec Alonso skončil v závodě sedmý. Ani Webberovi se v závodě nedařilo, dojel na osmém místě. Druhý dojel Lewis Hamilton, třetí Jenson Button, oba za McLaren. Ale to už Vettelovi nezabránilo stát se vůbec nejmladším mistrem světa Formule 1.

## Vyjetí vozů
| Tým              | Šasi    | Den       | Město      |
| ---------------- | ------- | --------- | ---------- |
| Scuderia Ferrari | F10     | 28. ledna | Maranello  |
| McLaren          | MP4-25  | 29. ledna | Newbury    |
| Renault          | R30     | 31. ledna | Valencie   |
| Sauber           | C29     | 31. ledna | Valencie   |
| Mercedes         | MGP W01 | 1. února  | Valencie   |
| Toro Rosso       | STR5    | 1. února  | Valencie   |
| Williams         | FW32    | 1. února  | Valencie   |
| Virgin Racing    | VR-01   | 3. února  | Dinnington |
| Force India      | VJM03   | 9. února  | Jerez      |
| Red Bull         | RB6     | 10. února | Jerez      |
| Team Lotus       | T127    | 12. února | Londýn     |
| HRT              | F110    | 4. března | Murcia     |

## Složení týmů
| #  | Obr.vozu | Tým                           | Šasi    | Název/typ motoru          | Konstruktér          | No. | Zkratka | Obr.              | Jezdci             | Závody     | Testovací/Rezervní jezdci                                                   |
| -- | -------- | ----------------------------- | ------- | ------------------------- | -------------------- | --- | ------- | ----------------- | ------------------ | ---------- | --------------------------------------------------------------------------- |
| 1  |          | Vodafone McLaren Mercedes     | MP4-25  | Mercedes FO 108X 2.4L V8  | McLaren-Mercedes     | 1   | BUT     |                   | Jenson Button      | Vše        | Gary Paffett Oliver Turvey                                                  |
| 1  | 2        | Vodafone McLaren Mercedes     | MP4-25  | Mercedes FO 108X 2.4L V8  | McLaren-Mercedes     | HAM |         | Lewis Hamilton    |                    | Vše        | Gary Paffett Oliver Turvey                                                  |
| 2  |          | Mercedes-AMG Petronas F1 Team | MGP W01 | Mercedes FO 108X 2.4L V8  | Mercedes             | 3   | MSC     |                   | Michael Schumacher | Vše        | Nick Heidfeld Sam Bird                                                      |
| 2  | 4        | Mercedes-AMG Petronas F1 Team | MGP W01 | Mercedes FO 108X 2.4L V8  | Mercedes             | ROS |         | Nico Rosberg      |                    | Vše        | Nick Heidfeld Sam Bird                                                      |
| 3  |          | Red Bull Racing               | RB6     | Renault RS27-2010 2.4L V8 | Red Bull-Renault     | 5   | VET     |                   | Sebastian Vettel   | Vše        | Brendon Hartley Daniel Ricciardo David Coulthard                            |
| 3  | 6        | Red Bull Racing               | RB6     | Renault RS27-2010 2.4L V8 | Red Bull-Renault     | WEB |         | Mark Webber       |                    | Vše        | Brendon Hartley Daniel Ricciardo David Coulthard                            |
| 4  |          | Scuderia Ferrari Marlboro     | F10     | Ferrari 056 2.4L V8       | Ferrari              | 7   | MAS     |                   | Felipe Massa       | Vše        | Giancarlo Fisichella Luca Badoer Marc Gené Jules Bianchi                    |
| 4  | 8        | Scuderia Ferrari Marlboro     | F10     | Ferrari 056 2.4L V8       | Ferrari              | ALO |         | Fernando Alonso   |                    | Vše        | Giancarlo Fisichella Luca Badoer Marc Gené Jules Bianchi                    |
| 5  |          | AT&T Williams                 | FW32    | Cosworth CA2010 2.4L V8   | Williams-Cosworth    | 9   | BAR     |                   | Rubens Barrichello | Vše        | Valtteri Bottas Pastor Maldonado Dean Stoneman                              |
| 5  | 10       | AT&T Williams                 | FW32    | Cosworth CA2010 2.4L V8   | Williams-Cosworth    | HUL |         | Nico Hülkenberg   |                    | Vše        | Valtteri Bottas Pastor Maldonado Dean Stoneman                              |
| 6  |          | Renault F1 Team               | R30     | Renault RS27-2010 2.4L V8 | Renault              | 11  | KUB     |                   | Robert Kubica      | Vše        | Tung Che-pin Jérôme d'Ambrosio Jan Charouz Michajl Aljošin                  |
| 6  | 12       | Renault F1 Team               | R30     | Renault RS27-2010 2.4L V8 | Renault              | PET |         | Vitalij Petrov    |                    | Vše        | Tung Che-pin Jérôme d'Ambrosio Jan Charouz Michajl Aljošin                  |
| 7  |          | Force India F1 Team           | VJM03   | Mercedes FO 108X 2.4L V8  | Force India-Mercedes | 14  | SUT     |                   | Adrian Sutil       | Vše        | Paul di Resta António Félix da Costa Yelmer Buurman                         |
| 7  | 15       | Force India F1 Team           | VJM03   | Mercedes FO 108X 2.4L V8  | Force India-Mercedes | LIU |         | Vitantonio Liuzzi |                    | Vše        | Paul di Resta António Félix da Costa Yelmer Buurman                         |
| 8  |          | Scuderia Toro Rosso           | STR5    | Ferrari 056 2.4L V8       | Toro Rosso-Ferrari   | 16  | BUE     |                   | Sébastien Buemi    | Vše        | Brendon Hartley Daniel Ricciardo David Coulthard Jean-Éric Vergne           |
| 8  | 17       | Scuderia Toro Rosso           | STR5    | Ferrari 056 2.4L V8       | Toro Rosso-Ferrari   | ALG |         | Jaime Alguersuari |                    | Vše        | Brendon Hartley Daniel Ricciardo David Coulthard Jean-Éric Vergne           |
| 9  |          | Lotus Racing                  | T127    | Cosworth CA2010 2.4L V8   | Lotus-Cosworth       | 18  | TRU     |                   | Jarno Trulli       | Vše        | Fairuz Fauzy Rodolfo González Vladimir Arabadžijev                          |
| 9  | 19       | Lotus Racing                  | T127    | Cosworth CA2010 2.4L V8   | Lotus-Cosworth       | KOV |         | Heikki Kovalainen |                    | Vše        | Fairuz Fauzy Rodolfo González Vladimir Arabadžijev                          |
| 10 |          | Hispania Racing F1 Team       | F110    | Cosworth CA2010 2.4L V8   | HRT-Cosworth         | 20  | CHD     |                   | Karun Chandhok     | 1-10       | Sakon Jamamoto Christian Klien Josef Král Pastor Maldonado Davide Valsecchi |
| 10 | YAM      | Hispania Racing F1 Team       | F110    | Cosworth CA2010 2.4L V8   | HRT-Cosworth         | 20  |         | Sakon Jamamoto    | 11-14, 16-17       |            | Sakon Jamamoto Christian Klien Josef Král Pastor Maldonado Davide Valsecchi |
| 10 | KLI      | Hispania Racing F1 Team       | F110    | Cosworth CA2010 2.4L V8   | HRT-Cosworth         | 20  |         | Christian Klien   | 15, 18-19          |            | Sakon Jamamoto Christian Klien Josef Král Pastor Maldonado Davide Valsecchi |
| 10 | 21       | Hispania Racing F1 Team       | F110    | Cosworth CA2010 2.4L V8   | HRT-Cosworth         | SEN |         | Bruno Senna       | 1-9, 11-19         |            | Sakon Jamamoto Christian Klien Josef Král Pastor Maldonado Davide Valsecchi |
| 10 | 21       | Hispania Racing F1 Team       | F110    | Cosworth CA2010 2.4L V8   | HRT-Cosworth         | YAM |         | Sakon Jamamoto    | 10                 |            | Sakon Jamamoto Christian Klien Josef Král Pastor Maldonado Davide Valsecchi |
| 11 |          | BMW Sauber F1 Team            | C29     | Ferrari 056 2.4 V8        | BMW Sauber-Ferrari   | 22  | DLR     |                   | Pedro de la Rosa   | 1-14       | Sergio Pérez Esteban Gutiérrez                                              |
| 11 | HEI      | BMW Sauber F1 Team            | C29     | Ferrari 056 2.4 V8        | BMW Sauber-Ferrari   | 22  |         | Nick Heidfeld     | 15-19              |            | Sergio Pérez Esteban Gutiérrez                                              |
| 11 | 23       | BMW Sauber F1 Team            | C29     | Ferrari 056 2.4 V8        | BMW Sauber-Ferrari   | KOB |         | Kamui Kobajaši    | vše                |            | Sergio Pérez Esteban Gutiérrez                                              |
| 12 |          | Virgin Racing                 | VR-01   | Cosworth CA2010 2.4L V8   | Virgin-Cosworth      | 24  | GLO     |                   | vše                | Timo Glock | Andy Soucek Luiz Razia Jérôme d'Ambrosio Rio Haryanto                       |
| 12 | 25       | Virgin Racing                 | VR-01   | Cosworth CA2010 2.4L V8   | Virgin-Cosworth      | DIG |         | Lucas di Grassi   | vše                |            | Andy Soucek Luiz Razia Jérôme d'Ambrosio Rio Haryanto                       |

## Přestupy jezdců
| Jezdec               | 2009                                 | 2010                       | Pozice v týmu/Série               |
| -------------------- | ------------------------------------ | -------------------------- | --------------------------------- |
| Fernando Alonso      | Renault F1                           | Scuderia Ferrari           | Jezdec                            |
| Kimi Räikkönen       | Scuderia Ferrari                     | Citroën Junior Team        | WRC                               |
| Giancarlo Fisichella | Scuderia Ferrari                     | AF Corse                   | Le Mans Series/Ferrari testdriver |
| Jarno Trulli         | Toyota F1                            | Lotus-Cosworth             | Jezdec                            |
| Heikki Kovalainen    | McLaren-Mercedes                     | Lotus-Cosworth             | Jezdec                            |
| Jenson Button        | Brawn-Mercedes                       | McLaren-Mercedes           | Jezdec                            |
| Kamui Kobajaši       | Toyota F1                            | Sauber-Ferrari             | Jezdec                            |
| Timo Glock           | Toyota F1                            | Virgin-Cosworth            | Jezdec                            |
| Rubens Barrichello   | Brawn-Mercedes                       | Williams-Cosworth          | Jezdec                            |
| Kazuki Nakadžima     | Williams-Toyota                      | TOM'S                      | Formula Nippon                    |
| Pedro de la Rosa     | McLaren-Mercedes (test)              | Sauber-Ferrari             | Jezdec                            |
| Robert Kubica        | BMW Sauber                           | Renault F1                 | Jezdec                            |
| Nick Heidfeld        | BMW Sauber                           | Mercedes F1 Sauber-Ferrari | Testman/Jezdec                    |
| Nelsinho Piquet      | Renault F1                           | Red Horse Racing           | NASCAR Camping World Truck Series |
| Romain Grosjean      | Renault F1                           | DAMS                       | GP2 Series                        |
| Nico Rosberg         | Williams-Toyota                      | Mercedes F1                | Jezdec                            |
| Michael Schumacher   | Scuderia Ferrari (Test)              | Mercedes F1                | Jezdec                            |
| Sébastien Bourdais   | Toro Rosso-Ferrari                   | Olympique Lyonnais         | Superleague Formula               |
| Nico Hülkenberg      | ART Grand Prix (GP2 Series)          | Williams-Cosworth          | Jezdec                            |
| Lucas di Grassi      | Racing Engineering (GP2 Series)      | Virgin-Cosworth            | Jezdec                            |
| Bruno Senna          | Oreca (Le Mans Series Series)        | HRT-Cosworth               | Jezdec                            |
| Karun Chandhok       | Ocean Racing Technology (GP2 Series) | HRT-Cosworth               | Jezdec                            |
| Vitalij Petrov       | Addax Team (GP2 Series)              | Renault F1                 | Jezdec                            |
| Sakon Jamamoto       | ART Grand Prix (GP2 Asia Series)     | HRT-Cosworth               | Jezdec                            |
| Christian Klien      | BMW Sauber (Test driver)             | HRT-Cosworth               | Jezdec                            |

## Velké ceny
| Datum                | Grand Prix                                    | Náhled | Akce             | Jezdec           | Vůz              | Stav MS          | Konstruktéři     |
| -------------------- | --------------------------------------------- | ------ | ---------------- | ---------------- | ---------------- | ---------------- | ---------------- |
| 821. GP 14. březen   | Bahrajn Sakhir (Výsledky)                     |        | Závod            | Fernando Alonso  | Scuderia Ferrari | Fernando Alonso  | Scuderia Ferrari |
| 821. GP 14. březen   | Bahrajn Sakhir (Výsledky)                     | Kolo   | Fernando Alonso  | Scuderia Ferrari |                  | Fernando Alonso  | Scuderia Ferrari |
| 821. GP 14. březen   | Bahrajn Sakhir (Výsledky)                     | Pole   | Sebastian Vettel | Red Bull Racing  |                  | Fernando Alonso  | Scuderia Ferrari |
| 822. GP 28. březen   | Austrálie Melbourne (Výsledky)                |        | Závod            | Jenson Button    | McLaren          | Fernando Alonso  | Scuderia Ferrari |
| 822. GP 28. březen   | Austrálie Melbourne (Výsledky)                | Kolo   | Mark Webber      | Red Bull Racing  |                  | Fernando Alonso  | Scuderia Ferrari |
| 822. GP 28. březen   | Austrálie Melbourne (Výsledky)                | Pole   | Sebastian Vettel | Red Bull Racing  |                  | Fernando Alonso  | Scuderia Ferrari |
| 823. GP 4. duben     | Malajsie Sepang (Výsledky)                    |        | Závod            | Sebastian Vettel | Red Bull Racing  | Felipe Massa     | Scuderia Ferrari |
| 823. GP 4. duben     | Malajsie Sepang (Výsledky)                    | Kolo   | Mark Webber      | Red Bull Racing  |                  | Felipe Massa     | Scuderia Ferrari |
| 823. GP 4. duben     | Malajsie Sepang (Výsledky)                    | Pole   | Mark Webber      | Red Bull Racing  |                  | Felipe Massa     | Scuderia Ferrari |
| 824. GP 18. duben    | Čína Šanghaj (Výsledky)                       |        | Závod            | Jenson Button    | McLaren          | Jenson Button    | McLaren          |
| 824. GP 18. duben    | Čína Šanghaj (Výsledky)                       | Kolo   | Lewis Hamilton   | McLaren          |                  | Jenson Button    | McLaren          |
| 824. GP 18. duben    | Čína Šanghaj (Výsledky)                       | Pole   | Sebastian Vettel | Red Bull Racing  |                  | Jenson Button    | McLaren          |
| 825. GP 9. květen    | Španělsko Barcelona (Výsledky)                |        | Závod            | Mark Webber      | Red Bull Racing  | Jenson Button    | McLaren          |
| 825. GP 9. květen    | Španělsko Barcelona (Výsledky)                | Kolo   | Lewis Hamilton   | McLaren          |                  | Jenson Button    | McLaren          |
| 825. GP 9. květen    | Španělsko Barcelona (Výsledky)                | Pole   | Mark Webber      | Red Bull Racing  |                  | Jenson Button    | McLaren          |
| 826. GP 16. květen   | Monako Monte Carlo (Výsledky)                 |        | Závod            | Mark Webber      | Red Bull Racing  | Mark Webber      | Red Bull Racing  |
| 826. GP 16. květen   | Monako Monte Carlo (Výsledky)                 | Kolo   | Sebastian Vettel | Red Bull Racing  |                  | Mark Webber      | Red Bull Racing  |
| 826. GP 16. květen   | Monako Monte Carlo (Výsledky)                 | Pole   | Mark Webber      | Red Bull Racing  |                  | Mark Webber      | Red Bull Racing  |
| 827. GP 30. května   | Turecko Istanbul (Výsledky)                   |        | Závod            | Lewis Hamilton   | McLaren          | Mark Webber      | McLaren          |
| 827. GP 30. května   | Turecko Istanbul (Výsledky)                   | Kolo   | Vitalij Petrov   | Renault F1       |                  | Mark Webber      | McLaren          |
| 827. GP 30. května   | Turecko Istanbul (Výsledky)                   | Pole   | Mark Webber      | Red Bull Racing  |                  | Mark Webber      | McLaren          |
| 828. GP 13. červen   | Kanada Circuit Gilles Villeneuve (Výsledky)   |        | Závod            | Lewis Hamilton   | McLaren          | Lewis Hamilton   | McLaren          |
| 828. GP 13. červen   | Kanada Circuit Gilles Villeneuve (Výsledky)   | Kolo   | Robert Kubica    | Renault F1       |                  | Lewis Hamilton   | McLaren          |
| 828. GP 13. červen   | Kanada Circuit Gilles Villeneuve (Výsledky)   | Pole   | Lewis Hamilton   | McLaren          |                  | Lewis Hamilton   | McLaren          |
| 829. GP 27. června   | Evropa Valencie (Výsledky)                    |        | Závod            | Sebastian Vettel | Red Bull Racing  | Lewis Hamilton   | McLaren          |
| 829. GP 27. června   | Evropa Valencie (Výsledky)                    | Kolo   | Jenson Button    | McLaren          |                  | Lewis Hamilton   | McLaren          |
| 829. GP 27. června   | Evropa Valencie (Výsledky)                    | Pole   | Sebastian Vettel | Red Bull Racing  |                  | Lewis Hamilton   | McLaren          |
| 830. GP 11. červenec | Velká Británie Silverstone (Výsledky)         |        | Závod            | Mark Webber      | Red Bull Racing  | Lewis Hamilton   | McLaren          |
| 830. GP 11. červenec | Velká Británie Silverstone (Výsledky)         | Kolo   | Fernando Alonso  | Scuderia Ferrari |                  | Lewis Hamilton   | McLaren          |
| 830. GP 11. červenec | Velká Británie Silverstone (Výsledky)         | Pole   | Sebastian Vettel | Red Bull Racing  |                  | Lewis Hamilton   | McLaren          |
| 831. GP 25. července | Německo Hockenheimring (Výsledky)             |        | Závod            | Fernando Alonso  | Scuderia Ferrari | Lewis Hamilton   | McLaren          |
| 831. GP 25. července | Německo Hockenheimring (Výsledky)             | Kolo   | Sebastian Vettel | Red Bull Racing  |                  | Lewis Hamilton   | McLaren          |
| 831. GP 25. července | Německo Hockenheimring (Výsledky)             | Pole   | Sebastian Vettel | Red Bull Racing  |                  | Lewis Hamilton   | McLaren          |
| 832. GP 1. srpen     | Maďarsko Hungaroring (Výsledky)               |        | Závod            | Mark Webber      | Red Bull Racing  | Mark Webber      | Red Bull Racing  |
| 832. GP 1. srpen     | Maďarsko Hungaroring (Výsledky)               | Kolo   | Sebastian Vettel | Red Bull Racing  |                  | Mark Webber      | Red Bull Racing  |
| 832. GP 1. srpen     | Maďarsko Hungaroring (Výsledky)               | Pole   | Sebastian Vettel | Red Bull Racing  |                  | Mark Webber      | Red Bull Racing  |
| 833. GP 29. srpna    | Belgie Spa-Francorchamps (Výsledky)           |        | Závod            | Lewis Hamilton   | McLaren          | Lewis Hamilton   | Red Bull Racing  |
| 833. GP 29. srpna    | Belgie Spa-Francorchamps (Výsledky)           | Kolo   | Lewis Hamilton   | McLaren          |                  | Lewis Hamilton   | Red Bull Racing  |
| 833. GP 29. srpna    | Belgie Spa-Francorchamps (Výsledky)           | Pole   | Mark Webber      | Red Bull Racing  |                  | Lewis Hamilton   | Red Bull Racing  |
| 834. GP 12. září     | Itálie Monza (Výsledky)                       |        | Závod            | Fernando Alonso  | Scuderia Ferrari | Mark Webber      | Red Bull Racing  |
| 834. GP 12. září     | Itálie Monza (Výsledky)                       | Kolo   | Fernando Alonso  | Scuderia Ferrari |                  | Mark Webber      | Red Bull Racing  |
| 834. GP 12. září     | Itálie Monza (Výsledky)                       | Pole   | Fernando Alonso  | Scuderia Ferrari |                  | Mark Webber      | Red Bull Racing  |
| 835. GP 26. září     | Singapur Marina Bay (Výsledky)                |        | Závod            | Fernando Alonso  | Scuderia Ferrari | Mark Webber      | Red Bull Racing  |
| 835. GP 26. září     | Singapur Marina Bay (Výsledky)                | Kolo   | Fernando Alonso  | Scuderia Ferrari |                  | Mark Webber      | Red Bull Racing  |
| 835. GP 26. září     | Singapur Marina Bay (Výsledky)                | Pole   | Fernando Alonso  | Scuderia Ferrari |                  | Mark Webber      | Red Bull Racing  |
| 836. GP 10. říjen    | Japonsko Suzuka (Výsledky)                    |        | Závod            | Sebastian Vettel | Red Bull Racing  | Mark Webber      | Red Bull Racing  |
| 836. GP 10. říjen    | Japonsko Suzuka (Výsledky)                    | Kolo   | Mark Webber      | Red Bull Racing  |                  | Mark Webber      | Red Bull Racing  |
| 836. GP 10. říjen    | Japonsko Suzuka (Výsledky)                    | Pole   | Sebastian Vettel | Red Bull Racing  |                  | Mark Webber      | Red Bull Racing  |
| 837. GP 24. října    | Korea Korean International Circuit (Výsledky) |        | Závod            | Fernando Alonso  | Scuderia Ferrari | Fernando Alonso  | Red Bull Racing  |
| 837. GP 24. října    | Korea Korean International Circuit (Výsledky) | Kolo   | Fernando Alonso  | Scuderia Ferrari |                  | Fernando Alonso  | Red Bull Racing  |
| 837. GP 24. října    | Korea Korean International Circuit (Výsledky) | Pole   | Sebastian Vettel | Red Bull Racing  |                  | Fernando Alonso  | Red Bull Racing  |
| 838. GP 7. listopad  | Brazílie Interlagos (Výsledky)                |        | Závod            | Sebastian Vettel | Red Bull Racing  | Fernando Alonso  | Red Bull Racing  |
| 838. GP 7. listopad  | Brazílie Interlagos (Výsledky)                | Kolo   | Lewis Hamilton   | McLaren          |                  | Fernando Alonso  | Red Bull Racing  |
| 838. GP 7. listopad  | Brazílie Interlagos (Výsledky)                | Pole   | Nico Hülkenberg  | WilliamsF1       |                  | Fernando Alonso  | Red Bull Racing  |
| 839. GP 14. listopad | Abú Zabí Yas Marina (Výsledky)                |        | Závod            | Sebastian Vettel | Red Bull Racing  | Sebastian Vettel | Red Bull Racing  |
| 839. GP 14. listopad | Abú Zabí Yas Marina (Výsledky)                | Kolo   | Lewis Hamilton   | McLaren          |                  | Sebastian Vettel | Red Bull Racing  |
| 839. GP 14. listopad | Abú Zabí Yas Marina (Výsledky)                | Pole   | Sebastian Vettel | Red Bull Racing  |                  | Sebastian Vettel | Red Bull Racing  |

- SC - Závod dojet za Safety carem.
- SC  - Závod odstartován za Safety carem.
- - Závod předčasně ukončen.

## Konečné hodnocení

### Mistrovství světa jezdců
| Pos | Jezdec             | BHR | AUS | MAL | CHN | ESP | MON | TUR | CAN | EUR | GBR | GER | HUN | BEL | ITA | SIN | JPN | KOR | BRA | ABU | Body |
| --- | ------------------ | --- | --- | --- | --- | --- | --- | --- | --- | --- | --- | --- | --- | --- | --- | --- | --- | --- | --- | --- | ---- |
| 1   | Sebastian Vettel   | 4   | Ret | 1   | 6   | 3   | 2   | Ret | 4   | 1   | 7   | 3   | 3   | 15  | 4   | 2   | 1   | Ret | 1   | 1   | 256  |
| 2   | Fernando Alonso    | 1   | 4   | 13† | 4   | 2   | 6   | 8   | 3   | 8   | 14  | 1   | 2   | Ret | 1   | 1   | 3   | 1   | 3   | 7   | 252  |
| 3   | Mark Webber        | 8   | 9   | 2   | 8   | 1   | 1   | 3   | 5   | Ret | 1   | 6   | 1   | 2   | 6   | 3   | 2   | Ret | 2   | 8   | 242  |
| 4   | Lewis Hamilton     | 3   | 6   | 6   | 2   | 14† | 5   | 1   | 1   | 2   | 2   | 4   | Ret | 1   | Ret | Ret | 5   | 2   | 4   | 2   | 240  |
| 5   | Jenson Button      | 7   | 1   | 8   | 1   | 5   | Ret | 2   | 2   | 3   | 4   | 5   | 8   | Ret | 2   | 4   | 4   | 12  | 5   | 3   | 214  |
| 6   | Felipe Massa       | 2   | 3   | 7   | 9   | 6   | 4   | 7   | 15  | 11  | 15  | 2   | 4   | 4   | 3   | 8   | Ret | 3   | 15  | 10  | 144  |
| 7   | Nico Rosberg       | 5   | 5   | 3   | 3   | 13  | 7   | 5   | 6   | 10  | 3   | 8   | Ret | 6   | 5   | 5   | 17† | Ret | 6   | 4   | 142  |
| 8   | Robert Kubica      | 11  | 2   | 4   | 5   | 8   | 3   | 6   | 7   | 5   | Ret | 7   | Ret | 3   | 8   | 7   | Ret | 5   | 9   | 5   | 136  |
| 9   | Michael Schumacher | 6   | 10  | Ret | 10  | 4   | 12  | 4   | 11  | 15  | 9   | 9   | 11  | 7   | 9   | 13  | 6   | 4   | 7   | Ret | 72   |
| 10  | Rubens Barrichello | 10  | 8   | 12  | 12  | 9   | Ret | 14  | 14  | 4   | 5   | 12  | 10  | Ret | 10  | 6   | 9   | 7   | 14  | 12  | 47   |
| 11  | Adrian Sutil       | 12  | Ret | 5   | 11  | 7   | 8   | 9   | 10  | 6   | 8   | 17  | Ret | 5   | 16  | 9   | Ret | Ret | 12  | 13  | 47   |
| 12  | Kamui Kobajaši     | Ret | Ret | Ret | Ret | 12  | Ret | 10  | Ret | 7   | 6   | 11  | 9   | 8   | Ret | Ret | 7   | 8   | 10  | 14  | 32   |
| 13  | Vitalij Petrov     | Ret | Ret | Ret | 7   | 11  | 13† | 15  | 17  | 14  | 13  | 10  | 5   | 9   | 13  | 11  | Ret | Ret | 16  | 6   | 27   |
| 14  | Nico Hülkenberg    | 14  | Ret | 10  | 15  | 16  | Ret | 17  | 13  | Ret | 10  | 13  | 6   | 14  | 7   | 10  | Ret | 10  | 8   | 16  | 22   |
| 15  | Vitantonio Liuzzi  | 9   | 7   | Ret | Ret | 15† | 9   | 13  | 9   | 16  | 11  | 16  | 13  | 10  | 12  | Ret | Ret | 6   | Ret | Ret | 21   |
| 16  | Sébastien Buemi    | 16† | Ret | 11  | Ret | Ret | 10  | 16  | 8   | 9   | 12  | Ret | 12  | 12  | 11  | 14  | 10  | Ret | 13  | 15  | 8    |
| 17  | Pedro de la Rosa   | Ret | 12  | DNS | Ret | Ret | Ret | 11  | Ret | 12  | Ret | 14  | 7   | 11  | 14  |     |     |     |     |     | 6    |
| 18  | Nick Heidfeld      |     |     |     |     |     |     |     |     |     |     |     |     |     |     | Ret | 8   | 9   | 17  | 11  | 6    |
| 19  | Jaime Alguersuari  | 13  | 11  | 9   | 13  | 10  | 11  | 12  | 12  | 13  | Ret | 15  | Ret | 13  | 15  | 12  | 11  | 11  | 11  | 9   | 5    |
| 20  | Heikki Kovalainen  | 15  | 13  | NC  | 14  | DNS | Ret | Ret | 16  | Ret | 17  | Ret | 14  | 16  | 18  | 16† | 12  | 13  | 18  | 17  | 0    |
| 21  | Jarno Trulli       | 17† | DNS | 17  | Ret | 17  | 15† | Ret | Ret | 21  | 16  | Ret | 15  | 19  | Ret | Ret | 13  | Ret | 19  | 21† | 0    |
| 22  | Karun Chandhok     | Ret | 14  | 15  | 17  | Ret | 14† | 20† | 18  | 18  | 19  |     |     |     |     |     |     |     |     |     | 0    |
| 23  | Bruno Senna        | Ret | Ret | 16  | 16  | Ret | Ret | Ret | Ret | 20  |     | 19  | 17  | Ret | Ret | Ret | 15  | 14  | 21  | 19  | 0    |
| 24  | Lucas di Grassi    | Ret | Ret | 14  | Ret | 19  | Ret | 19  | 19  | 17  | Ret | Ret | 18  | 17  | 20  | 15  | DNS | Ret | NC  | 18  | 0    |
| 25  | Timo Glock         | Ret | Ret | Ret | DNS | 18  | Ret | 18  | Ret | 19  | 18  | 18  | 16  | 18  | 17  | Ret | 14  | Ret | 20  | Ret | 0    |
| 26  | Sakon Jamamoto     |     |     |     |     |     |     |     |     |     | 20  | Ret | 19  | 20  | 19  |     | 16  | 15  |     |     | 0    |
| 27  | Christian Klien    |     |     |     |     |     |     |     |     |     |     |     |     |     |     | Ret |     |     | 22  | 20  | 0    |
| Pos | Jezdec             | BHR | AUS | MAL | CHN | ESP | MON | TUR | CAN | EUR | GBR | GER | HUN | BEL | ITA | SIN | JPN | KOR | BRA | ABU | Body |

| Legenda k tabulce | Legenda k tabulce                                                                       |
| Barva             | Výsledek                                                                                |
| ----------------- | --------------------------------------------------------------------------------------- |
| Zlatá             | Vítěz                                                                                   |
| Stříbrná          | 2. místo                                                                                |
| Bronzová          | 3. místo                                                                                |
| Zelená            | Bodované umístění                                                                       |
| Modrá             | Nebodované umístění                                                                     |
| Modrá             | Dokončil neklasifikován (NC)                                                            |
| Fialová           | Odstoupil (Ret)                                                                         |
| Červená           | Nekvalifikoval se (DNQ)                                                                 |
| Červená           | Nepředkvalifikoval se (DNPQ)                                                            |
| Černá             | Diskvalifikován (DSQ)                                                                   |
| Bílá              | Nestartoval (DNS)                                                                       |
| Bílá              | Závod zrušen (C)                                                                        |
| Světle modrá      | Pouze trénoval (PO)                                                                     |
| Světle modrá      | Páteční testovací jezdec (TD)                                                           |
| Bez barvy         | Netrénoval (DNP)                                                                        |
| Bez barvy         | Vyřazen (EX)                                                                            |
| Bez barvy         | Nepřijel (DNA)                                                                          |
| Bez barvy         | Odvolal účast (WD)                                                                      |
| Bez barvy         | Nezúčastnil se (prázdné)                                                                |
| Označení          | Význam                                                                                  |
| Tučnost           | Pole position                                                                           |
| Kurzíva           | Nejrychlejší kolo                                                                       |
| †                 | Jezdec nedojel do cíle, ale byl klasifikován, protože odjel více než 90 % délky závodu. |
| ‡                 | Byl udělován poloviční počet bodů, protože bylo odjeto méně než 75 % délky závodu.      |
| Horní index       | Umístění bodujících jezdců ve sprintu                                                   |

### Pohár konstruktérů
| Pos | Konstruktér          | Vůz č. | BHR | AUS | MAL | CHN | ESP | MON | TUR | CAN | EUR | GBR | GER | HUN | BEL | ITA | SIN | JPN | KOR | BRA | ABU | Body |
| --- | -------------------- | ------ | --- | --- | --- | --- | --- | --- | --- | --- | --- | --- | --- | --- | --- | --- | --- | --- | --- | --- | --- | ---- |
| 1   | Red Bull-Renault     | 5      | 4   | Ret | 1   | 6   | 3   | 2   | Ret | 4   | 1   | 7   | 3   | 3   | 15  | 4   | 2   | 1   | Ret | 1   | 1   | 498  |
| 1   | Red Bull-Renault     | 6      | 8   | 9   | 2   | 8   | 1   | 1   | 3   | 5   | Ret | 1   | 6   | 1   | 2   | 6   | 3   | 2   | Ret | 2   | 8   | 498  |
| 2   | McLaren-Mercedes     | 1      | 7   | 1   | 8   | 1   | 5   | Ret | 2   | 2   | 3   | 4   | 5   | 8   | Ret | 2   | 4   | 4   | 12  | 5   | 3   | 454  |
| 2   | McLaren-Mercedes     | 2      | 3   | 6   | 6   | 2   | 14† | 5   | 1   | 1   | 2   | 2   | 4   | Ret | 1   | Ret | Ret | 5   | 2   | 4   | 2   | 454  |
| 3   | Ferrari              | 7      | 2   | 3   | 7   | 9   | 6   | 4   | 7   | 15  | 11  | 15  | 2   | 4   | 4   | 3   | 8   | Ret | 3   | 15  | 10  | 396  |
| 3   | Ferrari              | 8      | 1   | 4   | 13† | 4   | 2   | 6   | 8   | 3   | 8   | 14  | 1   | 2   | Ret | 1   | 1   | 3   | 1   | 3   | 7   | 396  |
| 4   | Mercedes             | 3      | 6   | 10  | Ret | 10  | 4   | 12  | 4   | 11  | 15  | 9   | 9   | 11  | 7   | 9   | 13  | 6   | 4   | 7   | Ret | 214  |
| 4   | Mercedes             | 4      | 5   | 5   | 3   | 3   | 13  | 7   | 5   | 6   | 10  | 3   | 8   | Ret | 6   | 5   | 5   | 17† | Ret | 6   | 4   | 214  |
| 5   | Renault              | 11     | 11  | 2   | 4   | 5   | 8   | 3   | 6   | 7   | 5   | Ret | 7   | Ret | 3   | 8   | 7   | Ret | 5   | 9   | 5   | 163  |
| 5   | Renault              | 12     | Ret | Ret | Ret | 7   | 11  | 13† | 15  | 17  | 14  | 13  | 10  | 5   | 9   | 13  | 11  | Ret | Ret | 16  | 6   | 163  |
| 6   | Williams-Cosworth    | 9      | 10  | 8   | 12  | 12  | 9   | Ret | 14  | 14  | 4   | 5   | 12  | 10  | Ret | 10  | 6   | 9   | 7   | 14  | 12  | 69   |
| 6   | Williams-Cosworth    | 10     | 14  | Ret | 10  | 15  | 16  | Ret | 17  | 13  | Ret | 10  | 13  | 6   | 14  | 7   | 10  | Ret | 10  | 8   | 16  | 69   |
| 7   | Force India-Mercedes | 14     | 12  | Ret | 5   | 11  | 7   | 8   | 9   | 10  | 6   | 8   | 17  | Ret | 5   | 16  | 9   | Ret | Ret | 12  | 13  | 68   |
| 7   | Force India-Mercedes | 15     | 9   | 7   | Ret | Ret | 15† | 9   | 13  | 9   | 16  | 11  | 16  | 13  | 10  | 12  | Ret | Ret | 6   | Ret | Ret | 68   |
| 8   | Sauber-Ferrari       | 22     | Ret | 12  | DNS | Ret | Ret | Ret | 11  | Ret | 12  | Ret | 14  | 7   | 11  | 14  | Ret | 8   | 9   | 17  | 11  | 44   |
| 8   | Sauber-Ferrari       | 23     | Ret | Ret | Ret | Ret | 12  | Ret | 10  | Ret | 7   | 6   | 11  | 9   | 8   | Ret | Ret | 7   | 8   | 10  | 14  | 44   |
| 9   | Toro Rosso-Ferrari   | 16     | 16† | Ret | 11  | Ret | Ret | 10  | 16  | 8   | 9   | 12  | Ret | 12  | 12  | 11  | 14  | 10  | Ret | 13  | 15  | 13   |
| 9   | Toro Rosso-Ferrari   | 17     | 13  | 11  | 9   | 13  | 10  | 11  | 12  | 12  | 13  | Ret | 15  | Ret | 13  | 15  | 12  | 11  | 11  | 11  | 9   | 13   |
| 10  | Lotus-Cosworth       | 18     | 17† | DNS | 17  | Ret | 17  | 15† | Ret | Ret | 21  | 16  | Ret | 15  | 19  | Ret | Ret | 13  | Ret | 19  | Ret | 0    |
| 10  | Lotus-Cosworth       | 19     | 15  | 13  | NC  | 14  | DNS | Ret | Ret | 16  | Ret | 17  | Ret | 14  | 16  | 18  | 16† | 12  | 13  | 18  | 17  | 0    |
| 11  | HRT-Cosworth         | 20     | Ret | 14  | 15  | 17  | Ret | 14† | 20† | 18  | 18  | 19  | Ret | 19  | 20  | 19  | Ret | 16  | 15  | 22  | 20  | 0    |
| 11  | HRT-Cosworth         | 21     | Ret | Ret | 16  | 16  | Ret | Ret | Ret | Ret | 20  | 20  | 19  | 17  | Ret | Ret | Ret | 15  | 14  | 21  | 19  | 0    |
| 12  | Virgin-Cosworth      | 24     | Ret | Ret | Ret | DNS | 18  | Ret | 18  | Ret | 19  | 18  | 18  | 16  | 18  | 17  | Ret | 14  | Ret | 20  | Ret | 0    |
| 12  | Virgin-Cosworth      | 25     | Ret | Ret | 14  | Ret | 19  | Ret | 19  | 19  | 17  | Ret | Ret | 18  | 17  | 20  | 15  | DNS | Ret | NC  | 18  | 0    |
| Pos | Konstruktér          | Vůz č. | BHR | AUS | MAL | CHN | ESP | MON | TUR | CAN | EUR | GBR | GER | HUN | BEL | ITA | SIN | JPN | KOR | BRA | ABU | Body |

| Legenda k tabulce | Legenda k tabulce                                                                       |
| Barva             | Výsledek                                                                                |
| ----------------- | --------------------------------------------------------------------------------------- |
| Zlatá             | Vítěz                                                                                   |
| Stříbrná          | 2. místo                                                                                |
| Bronzová          | 3. místo                                                                                |
| Zelená            | Bodované umístění                                                                       |
| Modrá             | Nebodované umístění                                                                     |
| Modrá             | Dokončil neklasifikován (NC)                                                            |
| Fialová           | Odstoupil (Ret)                                                                         |
| Červená           | Nekvalifikoval se (DNQ)                                                                 |
| Červená           | Nepředkvalifikoval se (DNPQ)                                                            |
| Černá             | Diskvalifikován (DSQ)                                                                   |
| Bílá              | Nestartoval (DNS)                                                                       |
| Bílá              | Závod zrušen (C)                                                                        |
| Světle modrá      | Pouze trénoval (PO)                                                                     |
| Světle modrá      | Páteční testovací jezdec (TD)                                                           |
| Bez barvy         | Netrénoval (DNP)                                                                        |
| Bez barvy         | Vyřazen (EX)                                                                            |
| Bez barvy         | Nepřijel (DNA)                                                                          |
| Bez barvy         | Odvolal účast (WD)                                                                      |
| Bez barvy         | Nezúčastnil se (prázdné)                                                                |
| Označení          | Význam                                                                                  |
| Tučnost           | Pole position                                                                           |
| Kurzíva           | Nejrychlejší kolo                                                                       |
| †                 | Jezdec nedojel do cíle, ale byl klasifikován, protože odjel více než 90 % délky závodu. |
| ‡                 | Byl udělován poloviční počet bodů, protože bylo odjeto méně než 75 % délky závodu.      |
| Horní index       | Umístění bodujících jezdců ve sprintu                                                   |